# ليف بوريسوف
ليف بوريسوف (بالروسية: Лев Иванович Борисов)‏ هو ممثل روسي (وحمل سابقاً جنسية الاتحاد السوفيتي)، ولد في 8 ديسمبر 1933 في روسيا، وتوفي بنفس المكان في 15 نوفمبر 2011. بدأ مشواره المهني سنة 1954، ومن الجوائز التي نالها فنان الشعب الروسي.

## جوائز
- فنان الشعب الروسي

## وصلات خارجية
- ليف بوريسوف على موقع IMDb (الإنجليزية)
- ليف بوريسوف على موقع أول موفي (الإنجليزية)
- ليف بوريسوف على موقع قاعدة بيانات الأفلام السويدية (السويدية)
- ليف بوريسوف على موقع قاعدة بيانات الفيلم (الإنجليزية)